# А147
Автомобильная дорога А-147 (до 31 декабря 2017 года — М-27) — автомобильная дорога федерального значения М-4 «Дон» — Джубга — Туапсе — Сочи — Адлер (государственная граница с Абхазией). Протяжённость дороги составляет 217 км. Дорога начинается с ответвления от автодороги М-4 «Дон» на 1441 км, в 4 км от Джубги, проходит через Джубгу, Туапсе, Лазаревское, Сочи, заканчивается на границе с Республикой Абхазия (МАПП «Адлер»), в которой продолжается автодорогой М-1, идущий через Сухум до границы с Грузией (продолжение на Тбилиси — грузинская автодорога А-6). Дорога входит в состав европейского маршрута E 97. Реконструирована после 2014 года.
Трасса проходит в условиях субтропического климата с мягкой зимой и жарким летом. В Сочи трасса проходит по виадуку «Зубова щель» в Лазаревском районе; через Виноградную улицу, Курортный проспект в Центральном и Хостинском районах; в Адлере через улицу Ленина. По трассе А-147 есть АЗС «Газпромнефть», «Газпром» и «Лукойл».

## Фотогалерея
- Хостинский виадук (Хостинская эстакада) на 195 км автодороги
- Участок Адлер — Весёлое
- Транспортная развязка Голубые Дали, км 202
- Мацестинский виадук, км 187